# Ломоносовка (Калининградская область)
Ломоно́совка — посёлок в Полесском муниципальном округе Калининградской области России.

## История
Впервые упоминается в 1371 году. В 1938 году деревня Пермауэрн (нем. Permauern) переименована в Мауэрн (нем. Mauern). В 1947 году указом Президиума Верховного Совета РСФСР населённому пункту присвоено наименование посёлок Ломоносовка.

## Население
| 1939 | 2002 | 2010 | 2012 | 2013 |
| ---- | ---- | ---- | ---- | ---- |
| 351  | ↘140 | ↗144 | ↗171 | ↘161 |

## Улицы
| - ул. Дальняя, - ул. Переселенческая, - пер. Подлесный, - пер. Садовый, | - ул. Сельская, - ул. Центральная, - пер. Яблоневый. |